# Псалом 68
Шестьдеся́т восьмо́й псало́м — 68-й псалом из книги Псалтирь (69-й в масоретской нумерации). Известен по латинскому инципиту Salvum me fac Deus, «Спаси мя Боже».
Псалом описывает страдания Мессии. Ему грозит смертельная опасность, он ощущает ненависть и поношения со стороны окружающих из-за своей верности Господу. Герой псалма молит Бога о спасении, о справедливом воздаянии для своих преследователей. В конце он выражает уверенность в торжестве «ищущих Бога» и предвидит грядущее прославление Господа. Лейтмотив псалма — мольба о тех, кто страдает за имя Господне.
Христиане причисляют 68-й псалом к «мессианским» и считают, что в значительной части этот текст является прообразом будущих страданий Иисуса Христа. 68-й псалом — один из наиболее цитируемых в Новом Завете. Особенно часто его упоминает Иисус, в том числе в отношении Себя.
Своим содержанием этот текст заметно перекликается с 21-м псалмом, их объединяет образ Давида и тема Страдающего Праведника. Павел Юнгеров также отмечает тесную взаимосвязь псалмов 68 и 21 с 39-м. По его мнению, общей является как фигура Мессии-Страдальца (Иисуса Христа), так и Его хвалебная песнь Богу, которая в глазах Господа будет ценна и будет воспета в народах.

## Контекст
Из надписания следует, что псалом был написан Давидом. Надписание содержит указание: шошаним .
Текст не вызывает прямых ассоциаций с какими-либо конкретными историческими обстоятельствами, в которых молился Давид. Но в его жизни неоднократно бывали ситуации, когда его несправедливо обвиняли.

## Содержание

### Стихи 2—5. Жертва ненависти без вины
Воды — часто используемый в Священном Писании образ описания бедствий, хаоса или страданий. Ощущая себя несправедливо преследуемым, Давид взывает к Господу с мольбой о спасении. Он «изнемог от вопля», переживая чувство оставленности Богом.

### Стихи 6—13. Ревность по доме Господнем
Давид помнит, что его грехи и неразумные поступки не сокрыты от Бога. Но ведь Господь знает, что не в них причины его нынешних бедствий. Причина, считает Давид, кроется в его ревности по доме Господнем. Однако его благочестия не разделяют даже родственники. Пост Давида, его облачение во вретище — следствие сокрушения о нечестии и отступлении людей от Бога. Его действия вызывают насмешки у окружающих. Но Давид хорошо понимает, что злословие против него одновременно направлено и в адрес Бога.

### Стихи 14—29. Молитва о защите и о наказании для врагов
«В истине спасения Твоего» — Давид молит об истинном (не сиюминутном) спасении от врагов, он просит избавления от тины и вод (то есть от зла и ненависти). «Ради врагов моих спаси меня» — Давид просит ради врагов, чтобы они не возомнили, что можно издеваться над ним, а Бог бессилен защитить его.
В 20-м стихе слово «желчь», которое дали в пищу, обозначает горькое и возможно ядовитое растение пустыни. «Желчь» вместо пищи, так же, как и «уксус», которым напоили Давида, подчёркивают лицемерие и жестокосердие окружающих. Своей «помощью» они лишь усиливали его беспомощность.
Беззаконие врагов Давида повлечёт за собой неизбежное наказание, потому что они противопоставили себя Богу. Бог навечно лишит их возможности пребывания с Собой (стих 29).

### Стихи 30—37. Бог слышит страдающего
Как это часто бывает в псалмах, от сетований и проклятий в адрес гонителей псалмопевец быстро переходит к прославлению Бога. Он уверен, что прославление угоднее Богу, нежели жертвоприношение вола или тельца «с рогами и копытами» (рога указывают на зрелый возраст, а копыта свидетельствуют о ритуальной чистоте жертвы (Лев. 11:3, 4)).
«Узников Своих» (стих 34) — всегда и при любых обстоятельствах верующие принадлежат Богу, даже когда кто-то думает, что Божьи люди зависят от их милости. Предчувствуя, что Бог спасёт Свой народ, Давид призывает славить Господа.

## Цитирование в Новом Завете
Основная цель использования ветхозаветных цитат в Новом Завете — продемонстрировать, как образы и пророчества Священного Писания исполнились в служении и распятии Иисуса Христа. Прямые цитаты 68-го псалма чаще используются в контексте ожесточения иудеев и страданий Христовых. Они показывают, почему Христос не был принят как Мессия.

### Стих 5
«Ненавидящих меня без вины больше, нежели волос на голове моей; враги мои, преследующие меня несправедливо, усилились» (Пс. 68:5) ⇒ «возненавидели Меня напрасно» (Ин. 15:25).
Эта цитата стоит в начале последнего раздела Прощальной проповеди, где Иисус говорит о враждебности мира по отношению к Нему и о предстоящем служении Святого Духа. Иисус предупреждает учеников, что противление мира вскоре обратится против них. Противление мира, например, предательство Иуды, Иисус считает исполнением ветхозаветных пророчеств.
Эти слова Иисуса Христа, произнесённые в преддверии распятия, напоминают об образе страдающего праведника и служат почвой для ряда логических заключений. В частности, выводов о многочисленности и могуществе врагов страдальца, о ложных обвинениях со стороны врагов и об уповании праведника на Бога. Иисус демонстрирует, что ненависть к Нему носит беспричинный характер, она не основана на доводах разума или законности, но происходит из неправедных мотивов. Дальнейшее повествование Евангелия от Иоанна демонстрирует правоту Иисуса.

### Стих 10 а
«Ревность по доме Твоём снедает меня» (Пс. 68:10) ⇒ «При сём ученики Его вспомнили, что написано: ревность по доме Твоём снедает Меня» (Ин. 2:17).
Пятый стих цитирован в контексте очищения Храма — символа национального и религиозного самосознания евреев. Храм, построенный Соломоном, разрушили вавилоняне, затем Храм заново отстроил Зоровавель, а перед пришествием Христа его отреставрировал Ирод. В литературе эпохи Второго храма звучало ожидание Третьего храма с приходом Мессии.
Когда Иисус изгнал из Храма меновщиков, опрокинул их столы и прогнал с территории продававшихся жертвенных животных, это было не вспышкой необузданного гнева, а проявлением подлинного духовного рвения. Это поступок Человека, снедаемого ревностью по Божьей славе и желающего устранить препятствия на пути надлежащего поклонения. Действия Иисуса были созвучны ожиданиям той эпохи от Мессии. С учётом того, что в предшествующей части Евангелия Иисус был назван «Мессией», «Сыном Божьим», «Царём Израилевым» (Ин. 1:41, 49), неудивительно, что Его ученики вспомнили цитату из 68-го псалма.
С точки зрения дальнейшего евангельского повествования, действия Иисуса в этом эпизоде не ограничиваются ревностью по «дому» Божьему, но включают более общую заботу о народе Божьем. Важно, что за этим отрывком следуют слова не о буквальном материальном храме, но о «храме» тела Христова (Ин. 2:21), а затем — о восстановлении подлинного поклонения «когда истинные поклонники будут поклоняться Отцу в духе и истине» (Ин. 4:23).

### Стих 10 б
«Злословия злословящих Тебя падают на меня» (Пс. 68:10) ⇒ «Ибо и Христос не Себе угождал, но, как написано: злословия злословящих Тебя пали на Меня» (Рим. 15:3).
Здесь апостол Павел обращается к участникам конфликта внутри христианской общины Рима. Можно было бы предположить, что Павел будет говорить о любви Христа к людям, но вместо этого он неожиданно говорит о преданности Мессии Богу. Он говорит о том, что ревнуя о Господе, верующие становятся объектом враждебности для своих языческих соседей. Эта враждебность может исходить даже от близких, от членов семьи.

### Стих 22
«И дали мне в пищу желчь, и в жажде моей напоили меня уксусом» (Пс. 68:22) ⇒ «После того Иисус, зная, что уже все совершилось, да сбудется Писание, говорит: жажду» (Ин. 19:28), «дали Ему пить уксуса, смешанного с желчью; и, отведав, не хотел пить» (Мф. 27:34), «побежал один из них, взял губку, наполнил уксусом и, наложи́в на трость, давал Ему пить» (Мф. 27:48).
Явная аллюзия на 68-й псалом, неоднократно используемая в Евангелиях в описании страстей Христовых. Это свидетельствует о том, что ранние христиане использовали эти тексты, как ветхозаветные аргументы, объясняющие распятие Иисуса.

### Стих 23
«Да будет трапеза их сетью им, и мирное пиршество их — западнёю; да помрачатся глаза их, чтоб им не видеть, и чресла их расслабь навсегда» (Пс. 68:23, 24) ⇒ «И Давид говорит: да будет трапеза их сетью, тенетами и петлёю в возмездие им; да помрачатся глаза их, чтобы не видеть, и хребет их да будет согбен навсегда» (Рим. 11:9).
В 68-м псалме этот отрывок представляет собой реакцию страдающего за верность Богу праведника, которому дали в пищу желчь и напоили уксусом. Апостол Павел, использует цитату в Новом Завете в контексте рассуждений об уверовавшем во Христа «остатке» израильского народа и остальных, ожесточившихся, израильтянах. То, что должно было стать источником духовного питания для иудеев («трапеза» символизирует благословения через веру в Иисуса Христа), привело к отторжению. В цитировании Павел несколько меняет текст псалма. Он упоминает о возмездии в конце 23-го стиха, тем самым подчёркивая идею Божьего суда в наказание за неповиновение. Кроме того вместо «расслабленных чресел» Павел пишет о «согбенном хребте», то есть гнёте и, вероятно, рабстве. Вполне возможно, что Павел считал отвержение Христа повторением прежнего идолопоклонства Израиля, и таким образом «согнутая спина» становится воздаянием за вероотступничество. Израиль так и не осознал своего рабства, оно не внешнее и видимое, а внутреннее и духовное.

### Стих 26
«Жилище их да будет пусто, и в шатрах их да не будет живущих» (Пс. 68:26) ⇒ «В книге же Псалмов написано: да будет двор его пуст, и да не будет живущего в нем» (Деян. 1:20).
Поскольку слова из 68-го псалма понимаются христианами как поэтическое выражение проклятия в адрес преследующих Иисуса, то использование этого отрывка в отношении Иуды вполне естественно. Причем, цитату можно понимать не только как образное выражение, но и как буквально исполнившееся пророчество. «Двор» можно перевести как «жилище», «загон для скота», «селение». Апостол Пётр в Деян. 1:16—20 говорит о поле Акелдама, купленном на деньги за предательство Иуды, которое в дальнейшем использовалось как место для захоронения странников.
Описания истязаний Иисуса Христа в Новом Завете содержит многочисленные прямые отсылы либо аллюзии на текст этого псалма. Стихи Пс. 68:13 и Пс. 68:21 отражают дикую ненависть преследователей и чувство оставленности, которые претерпел на Себе Христос (Мф. 27:27—31, Мф. 27:39—44; Мк. 14:50).

## Богослужебное использование
Православие
68-й псалом поют в Полунощницу субботы, во время Великого поста, в праздники Богоявления и Благовещения на утрени, во время безветрия, когда много дождя. Отдельные стихи псалма поют по разным случаям.
68:2, 3 «спаси меня, Боже, ибо воды дошли до души [моей], я погряз в глубоком болоте, и не на чем стать; вошел во глубину вод, и быстрое течение их увлекает меня» поют во время безветрия, когда много дождя.
68:15, 16 «извлеки меня из тины, чтобы не погрязнуть мне; да избавлюсь от ненавидящих меня и от глубоких вод; да не увлечет меня стремление вод, да не поглотит меня пучина, да не затворит надо мною пропасть зева своего» поют при морском путешествии, во время безветрия, когда много дождя.
68:18, 19, 22, 30, 33 поют на Благовещение.
Иудаизм
Отдельные стихи псалма произносят в утренних молитвах.
Католицизм
По уставу святого Бенедикта, 68-й псалом пели на утрени в среду.

## Использование
Музыка
Версия 20-го стиха цитируется как текст в англоязычной оратории «Мессия» Георга Генделя.

## Комментарии
1. ↑  Например, Евангелие от Иоанна содержит 14 цитат из Ветхого Завета. Ровно половина из них, семь, взяты из Псалтири. Три из них — из 68-го псалма[3]. Кроме того, 68-й псалом цитируется и в других книгах Нового Завета.
2. ↑  В Новом Завете об авторстве Давида говорит евангелист Лука, когда цитату из 68-го псалма в Деян. 1:20 предваряет словами «что в Писании предрек Дух Святой устами Давида» (Деян. 1:16). То же говорит и апостол Павел в Рим. 11:9
3. ↑  Шошанним (ששנים‬) можно перевести как «лилии». Возможно, речь идёт о музыкальном инструменте в форме лилий[1]
4. ↑  Есть предположение, что цитата в Ин. 15:25 могла быть взята из Пс. 34:19, однако 68-й псалом считается более вероятным источником, поскольку широко известен как мессианский текст, а кроме того, этот псалом звучит и в других цитатах в Евангелии от Иоанна. Помимо этих двух псалмов в Псалтири есть много мест, где псалмопевец показан объектом ненависти тех, кто ненавидит Бога, например, в Пс. 108:3 и Пс. 118:161. Особенно это характерно для псалмов, автором которых считают Давида[14].